# Xylocopa ganglbaueri
Xylocopa ganglbaueri là một loài Hymenoptera trong họ Apidae. Loài này được Maidl mô tả khoa học năm 1912.